# Ernst Behm

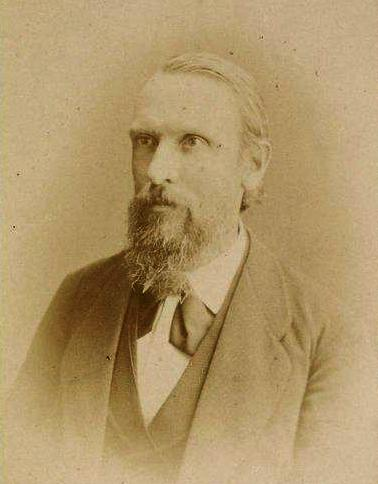
Ernst Behm.

Ernst Behm, född 4 januari 1830 i Gotha, död där 15 mars 1884, var en tysk geografisk skriftställare.
Behm tillhörde från 1856 Justus Perthes geografiska anstalt och ägnade sina krafter företrädesvis åt "Petermanns Mitteilungen", vars redaktion han övertog efter August Petermanns död, 1878. Åren 1866-1878 var han redaktör för "Geographisches Jahrbuch" och från 1872 jämte Hermann Wagner för de som supplement till "Petermanns Mitteilungen" utgivna befolkningsstatistiska häftena "Die Bevölkerung der Erde".